# Livonians
Els livonians són un poble que parla el livonià, una llengua uràlica i que viuen a l'actual Letònia.

## Territori
L'hàbitat natural dels livonians ocupa una àrea d'entre 60 i 100 kilòmetres a la costa est de la badia de Livònia, a la desembocadura del riu Väina/Daugava, fins al territori estonià, limítrof amb Curlàndia. Potser hi viuen uns 1.700 individus. Segons la crònica d'Enric el Letó del segle xiii, els livonians vivien a l'estuari del Väina, a Koiva/Gauya i Salatsi/Salaca.
La seva regió autònoma, Līvõd Rānda (Costa Livoniana), amb capital a Irê (Mazirbe), consta dels 12 llogarrets on hi viuen 186 livonians: Lûz (Lûzna), Piza (Mikeltornis), Îra (Lielirbe), Ûzkila (Jaunciems), Sîkrõg (Sîkrags), Îre/Irai/Irê/Mazirbe, Kostrõg/Kuostrõg/Kosrags, Sänag(Saunags), Pitrõg(Pitrags), Vaid (Vaide), Kuolka (Kolka) (53 livonis), i Mustanumm/Melnsils. També n'hi ha 40 a Riga, 43 a Ventspils, 7 a Ladazi, 10 a Ugale i 4 a Jurmala.

## Població
El poble livonià s'autonomena raandalist («habitants de la costa») o kalamied («pescadors»), però després de la segona guerra mundial prefereixen la denominació de liivdi, liibdi, liivnikad o livlist. El nom de la seva llengua, randakeel («idioma de la costa»). El nom Livònia, livonicus, lyvones, Livoni o Lyvonia, procedent del llatí, aparegué en el segle xiii.
El nombre de livonians va en descens. El 1835, segons Koeppen, hi havia 2.074 livonians. Segons Wiedemann el 1860 n'hi havia 2.000 a Curlàndia i 8 a Salatsi, potser uns 3.000 en 12 viles. A començaments del segle xx només n'hi havia 2.000 a Curlàndia, que van baixar a 1.238 el 1925 (segons el cens letó) i a 2.000 el 1939.
El 1948 eren entre 500 i 600, però el cens soviètic del 1959 només n'assenyalava 200. Ja no els comptaren en el cens del 1970. Es creu que unes 35 persones podien parlar el livonià el 1990, 15 d'elles fluidament. Potser en són uns 500 i tenen cert interès a recuperar la llengua. I segons Ulis Balodis, també n'hi ha uns 2.000 que viuen als EUA, tot i que consideren el livonià com a la seva llengua materna.

## Organització política
Des del 1991 compten amb una regió autònoma anomenada Līvõd Rānda (Costa Livoniana), amb certa autonomia cultural, ja que està poc poblada i és un territori molt petit. No compten amb cap organització política organitzada, però tenen un diputat al parlament letó. Cada u d'agost celebren la diada nacional. El principal centre cultural, Livo Kultur Sidam, té la seu a Riga. També hi persisteix la històrica Līvõd It (Unió Livoniana), i algunes organitzacions més de caràcter folklòric i cultural, que no pas polític, ja que són molt pocs.

## Història

### Orígens i Edat Mitjana

Tribus bàltiques en el segle XIII

La primera menció escrita als livonians de Livònia data del segle xi, en la russa Crònica de Nèstor (1113). Eren agricultors i pescadors, situats a la zona comercial important del riu Väina, de manera que tenien contactes amb Ojamaa (Gotland), la Kievan Rus i Finlàndia, però especialment amb l'illa de Saaremaa.
A mitjans del segle xii els comerciants alemanys s'establiren al seu territori (l'actual Daugava en el 1180), i ja el 1186 encoratjaren una croada contra ells; el 1201 el bisbe Albercht hi fundà el bisbat de Riga. El 1206 s'alçaren contra els ocupadors, però foren vençuts pels croats i sotmesos als ordes religiosos germànics, la qual cosa suposarà la seva assimilació gradual a les tribus letones. Aleshores potser eren uns 20.000 individus.
El primer text imprès en livonià es va fer el 1525, però el més antic que es conserva és una oració del 1789. I el 1846 l'acadèmic suec Anders Jans Sjögren farà la primera expedició antropològica a Salacxa i Curlàndia per documentar llur llengua i costums, de manera que el 1861 ell i Ferdinand Johann Wiedemann en van fer un diccionari.
Unes poques famílies van romandre a Salatsi fins a finals del segle xix, on es creu que el darrer va morir el 1868, però encara es mantenen traces de la seva estada en la toponímia de Letònia. Des del 1863 es van fer algunes gramàtiques que els van permetre disposar d'un sistema ortogràfic i imprimir alguns diaris, i fins i tot alguns llibres a Londres. Es va traduir part dels evangelis.

### A la república de Letònia 1920-1940
Quan arribà la Primera Guerra Mundial el 1915, molts foren evacuats de Curlàndia i en acabar la guerra no hi pogueren tornar; tot i així, en restaren potser uns 1.500 individus. El 1920 els professors Lauri Kettunen i Oskar Loorits van fer una nova expedició antropològica al seu territori. El 1923 demanaren per plebiscit al govern letó organitzar-hi una parròquia ètnica, però els ho prohibiren. Tot i així, la seva cultura va prosperar molt. Es fundà un cor i una Societat Livoniana, que organitzava festivals de cançó a la costa.
Des del 1923, endemés, el livonià es podia ensenyar opcionalment a les escoles, de manera que el mestre Mart Lepste es recorria el país a cavall per ensenyar la llengua. El 2 d'abril del 1923 es va crear l'organització folklòrica-nacional Livõd It (Unió dels Livonis), que el 18 de novembre ideà la bandera livoniana. Aquest moviment nacional i cultural es va moure a tenir relacions amb Finlàndia i Estònia.
El 26 de gener del 1931 es van introduir els sermons religiosos en livonià a la seva parròquia. El 1935 un altre mestre livonià, P. Damberg, va compilar el primer quadern de lectura en livonià, mentre que el finlandès L. Kettunen compongué Livisches Wörterbuch mit grammatischer Einleitung i el diccionari livonià-alemany el 1938 i Oskar Loorits compilava creences i folklore a Liivi rahva usund. El 1930 la cinematogràfica Eesti Kultuurfilm va fer pel·lícules sobre els seus costums i vida. El 1939 es va obrir un Centre de la Comunitat Livoniana a Ire (Mazirbe), patrocinat pel poeta K. Stalte i la cantant Hilda Cerbach-Griva, i fins i tot el 1931-1939 editaren el mensual Livli.

### Ocupació russa
La Segona Guerra Mundial fou un tràngol duríssim per al poble livonià, i durant l'ocupació soviètica tot el rastre de la vida cultural i econòmica anterior fou esborrada violentament. Durant el conflicte molts foren evacuats cap a Suècia, i en tornar la seva vida va canviar dràsticament, ja que els restringiren l'àrea de pesca i també patiren deportacions a Sibèria, com la resta de pobles bàltics el 1949; només en restaven uns 800. Tant Livõd It com l'editorial livònica Liivlaste Liiv foren bandejades.
Tota la cultura ètnica fou suprimida, la Societat Livoniana fou prohibida i el Centre de la Comunitat Livoniana fou expropiat. Fins i tot el 1950 es va aprovar la llei soviètica de zones frontereres que els va obligar a abandonar la seva ocupació tradicional (la pesca) i emigrar a les ciutats. Només un livonià enregistrat com a tal vivia a l'àrea de Kolka (costa de Curlàndia) el 1989, i els grups de cant livonians només podien establir el seu grup Livlist a Riga i Ventspils a començaments del 1970. I l'agost del 1972 obriren un museu a Riga.
Tot i així, l'etnòleg estonià Paul Ariste visità la regió el 1949, quan només vivien 800 persones en els 12 llogarrets. El 26 de novembre del 1988 van poder restablir a Letònia l'antiga Societat Cultural Livoniana Livõd It i intentar refer el seu llenguatge.
El 4 de febrer del 1991 es va restablir el Līvõd Rānda (Costa Livoniana) per preservar llurs costums, i des del 1994 compten també amb més societats culturals, un diari en letó i cinc associacions folklòriques. També tenen un representant al parlament letó. El 5 d'agost del 1996 se celebrà un festival de llengua livònia a la vila de Mazirbe, i malgrat que només hi ha 10 parlants fluents, hi participà força jovent.